# Trogon viridis
El trogón dorsiverde, trogón coliblanco (Colombia) (Trogon viridis), también denominado sorocuá cola blanca (Venezuela) o surucuá violeta,   es una especie de ave trogoniforme perteneciente al género Trogon que integra la familia Trogonidae. Es nativo de América del Sur.

## Descripción
Mide 28 cm. Anillo ocular celeste en ambos sexos; el macho tiene la cabeza y pecho azul-violáceos, más intenso en la nuca; frente, face y garganta negros, dorsalmente verde brillante, cobertoras alares negras; ventralmente amarillo-anaranjado con timoneras externas blancas, basalmente negras (o todas blancas en una subespecie). La cola parece casi toda blanca por abajo (en realidad, por causa de las amplias puntas blancas de las plumas negras). La hembra tiene cabeza, pecho y dorso gris-apizarrado; cobertoras alares finamente vermiculadas de negro y blanco; ventralmente amarilla con cola negra, excepto sus tres timoneras externas con ápice y vexilo externo blanco, este dentado de negro.

## Distribución y hábitat
Se distribuye en Bolivia; Brasil; Colombia; Ecuador; Guayana francesa; Guyana; Perú; Trinidad y Tobago; Venezuela.

Se encuentra en los bosques húmedos tropicales en América del Sur, donde su área de distribución incluye la Amazonia, el Escudo de las Guayanas, Trinidad y Tobago, y la mata atlántica en el este de Brasil.

Prefiere el estrato medio y la canopia de matas húmedas o secas, tanto en bajadas y planicies como en las montañas en bosques de galería, sin embargo no se adapta a pequeñas matas mesófilas residuales en el sureste de Brasil.

## Comportamiento
Anda muchas veces en pareja, posa erecto alto en el bosque y más bajo en los bordes, donde puede ser bien manso, observando alrededor casi perezosamente. Puede juntarse a grupitos durante la corte.

### Alimentación
Como otras aves de su género, se alimenta de frutos y grandes invertebrados que captura en vuelo ascendente a partir de su percha, retornando casi siempre a la misma. Sigue bandadas mixtas, captura lagartijas, coleópteros, orugas y langostas.

### Reproducción
Anida en cavidades, muchas veces excavadas en nidos de termitas arborícolas a una altura entre 1 y 13 m del suelo. Durante el apareamiento, el macho alimenta a la hembra.

### Vocalización
Su canto es una serie rápida y constante de 15-20 notas  “cau” o “caup”, de timbre más agudo que Trogon melanurus. Ambos sexos dan un llamado suave, “chuc” y un “cua cua cuo-cuo-cuo-cuo-cuo” anasalado, en general mientas sube y baja la cola.

## Sistemática

### Descripción original
La especie T. viridis fue descrita por primera vez por el naturalista sueco Carolus Linnaeus en 1766 bajo el mismo nombre científico; localidad tipo «Cayenne».

### Taxonomía
Forma una superespecie con Trogon bairdii, Trogon citreolus y Trogon  melanocephalus; algunas veces considerado conespecífico con T. bairdii. Estudios de ADN sugieren que la presente especie puede estar más cerca de Trogon violaceus y Trogon curucui. Aves del sureste de Brasil son descritas como la subespecie melanopterus, pero las variaciones individuales, así como también la sobreposición en biométricas con poblaciones en varios locales de la distribución, crean dudas cuanto a su separación.

La especie Trogon chionurus fue separada de la presente de acuerdo a la Propuesta N° 379 al South American Classification Committee (SACC) con base en los estudios de filogenia molecular de DaCosta & Klicka (2008), que demostraron con 99% de probabilidad por método “bookstrap” y 100% por método “bayesian” la relación de hermanas entre chionurus y bairdii, así como también fuerte soporte a que la subespecie amazónica T. viridis viridis sea hermana de ambas.

### Subespecies
Según la clasificación del Congreso Ornitológico Internacional (IOC – Versión 4.3, 2014) y Clements Checklist 6.9, se reconocen 2 subespecies, con su correspondiente distribución geográfica:
- Trogon viridis viridis Linnaeus, 1766 - desde Trinidad, los Andes al este de Colombia hasta el Perú, norte de Bolivia y Brasil.
- Trogon  viridis melanopterus Gould, 1836 - sureste tropical de Brasil (desde Bahía hasta São Paulo). Diversos registros en Paraná y Santa Catarina.[12]